# 東恩納寛裕
東恩納 寛裕（ひがおんな かんゆう、道光29年3月17日（1849年4月9日） - 1922年3月28日）は琉球処分前後の沖縄の唐手家、官僚。新参慎氏の東恩納小家、童名は真三良、唐名は慎必達、父は東恩納寛冝、母は思戸。
咸豊10年（1860年）親見世若筆者、同治10年（1871年）親見世仮筆者、同治11年（1872年）親見世筆者、筑登之座敷となる。最終官職は那覇東村の主取であった。
那覇の綾門大綱で那覇と久米村間の騒動を新垣世璋と協力して収めた事は新聞にも記録されている。那覇では東恩納寛量が西の東恩納、東恩納寛裕が東の東恩納と呼ばれた。
歴史学者東恩納寛惇の父。東恩納寛裕のセーサンという型を親戚の許田重発に伝えている。